# خوان ویتا
خوان ویتا (انگلیسی: Juan Vita؛ زادهٔ ۱۱ مهٔ ۱۹۸۷) بازیکن فوتبال است.